# Russ Feingold
Dana Russell "Russ" Feingold (nascido 2 de março de 1953) é um político e advogado norte-americano do estado de Wisconsin, foi senador de Wisconsin entre 1993-2011. De 1983-1993 foi senador estadual do Wisconsin, pelo distrito 27º.
Na eleição presidencial de 2008 foi visto como um possível candidato a presidente pelo partido democrata, mas desistiu de se candidatar.
Feingold é Judaico.

## Infância e Carreira
Feingold nasceu em Janesville, no Wisconsin, em uma família judia que se estabeleceram no estado em 1917. Seus avós eram imigrantes da Rússia e da Galiza, é filho de Leon Feingold (1912-1980), que era advogado, e de Sylvia Feingold (1918-2005), o casal tinha quatro filhos.
Em 1972, Feingold participou da campanha presidencial do prefeito de Nova York, John Lindsay. Mais tarde, apoiou as campanhas presidenciais de Mo Udall e Ted Kennedy.
Feingold trabalhou como advogado em um escritório entre 1979-1985.